# Nicholas Ioannou
Nicholas Ioannou, auch Nikolas Ioannou (griechisch Νικόλας Ιωάννου; * 10. November 1995 in Limassol), ist ein zyprisch-englischer Fußballspieler. Ioannou spielt aktuell als Leihspieler Como 1907 für Sampdoria Genua und ist auch zyprischer Nationalspieler.

## Karriere

### Verein
Nicholas Ioannou, dessen Vater Demetris ebenfalls Fußballprofi war und für die zyprische Nationalmannschaft auflief, trat im Alter von 11 Jahren der Fußballschule von Manchester United bei. Dort spielte er bis 2014, ehe er einen Profivertrag in seinem Geburtsland bei APOEL Nikosia erhielt. Sein Debüt für die erste Mannschaft des zyprischen Spitzenklubs gab Ioannou am 30. Juli 2014 beim 2:2 im Rückspiel in der dritten Qualifikationsrunde zur Champions League gegen HJK Helsinki. Das erste Spiel in der ersten zyprischen Liga folgte am 10. November 2014 beim torlosen Unentschieden gegen Doxa Katokopias. Wettbewerbsübergreifend waren in der ersten Spielzeit von Nicholas Ioannou als Profi lediglich fünf Einsätze in Pflichtspielen zu verbuchen. Regelmäßigere Einsätze gab es in der Spielzeit 2016/17, seiner dritten Saison in Nikosia, als er in der regulären Saison im Punktspielbetrieb sowie in der Meisterrunde zu 17 Einsätzen kam und dabei zumeist in der Startformation stand. Zudem erreichte Ioannou mit APOEL Nikosia das Achtelfinale in der Europa League, in der die Zyprer gegen den RSC Anderlecht ausschieden.
Einer unbefriedigenden Saison 2017/18 – lediglich zehn Einsätze in der nationalen Meisterschaft – folgte die Spielzeit 2018/19, in der Nicholas Ioannou in 24 Partien in der ersten zyprischen Liga zum Einsatz kam und dabei 4 Tore schoss. International verlief die Saison nicht erfolgreich, als APOEL Nikosia zunächst in der ersten Qualifikationsrunde zur Champions League gegen den litauischen Vertreter Sūduva Marijampolė ausschied und in der Folge in den Play-offs zur Europa League der FK Astana Endstation bedeutete. In der Saison 2019/20 gelang Ioannou der Durchbruch, als er bis zum Saisonabbruch, die der COVID-19-Pandemie geschuldet war, 19 Mal zum Einsatz kam. In der Qualifikation zur UEFA Champions League 2019/20 schied APOEL Nikosia in den Play-offs gegen den Vorjahreshalbfinalisten Ajax Amsterdam aus, in der UEFA Europa League 2018/19 erreichten die Zyprer die Zwischenrunde und schieden dort gegen den FC Basel aus.
Am 25. September 2020 gab der englische Zweitligist Nottingham Forest die Verpflichtung von Ioannou bekannt. 2021 wurde er an Aris Thessaloniki verliehen. Anfang Juli 2021 folgte eine Ausleihe an den italienischen Zweitligisten Como 1907. Nach dreißig Ligapartien und einem Treffer in der Serie B 2021/22 verpflichtete ihn der Verein aus Como im Juli 2022 auf fester Vertragsbasis. Für die Saison 2024/25 wechselte er leihweise zu Sampdoria Genua.

### Nationalmannschaft
Nicholas Ioannou, der auch für zyprische Nachwuchsnationalmannschaften auflief, debütierte am 3. Juni 2017 bei der 0:4-Niederlage im Freundschaftsspiel in Estoril gegen Portugal für die A-Nationalmannschaft.